# دراسة عن الإنفلونزا الأسبانية
تتعلق أبحاث الإنفلونزا الإسبانية بالأبحاث العلمية المتعلقة بأسباب وخصائص «الإنفلونزا الإسبانية»، وهي مجموعة متنوعة من الأنفلونزا التي كانت مسؤولة في عام 1918 عن أسوأ جائحة إنفلونزا في التاريخ الحديث. استمرت العديد من النظريات حول أصول وتقدم الإنفلونزا الإسبانية في الأدب، ولكن لم يتم حتى عام 2005، عندما تم استرداد عينات مختلفة من جنود الحرب العالمية الأولى الأمريكية وامرأة الإنويت المدفونة في التندرا في ألاسكا، تم إجراء أبحاث مهمة.

## أصل الفيروس
هناك نوعان من النظريات السائدة عادة ما افترض. [الاستشهاد مطلوب] إحدى النظريات التي وضعها ألفريد كروسبي هي أن سلالة الفيروس نشأت في فورت رايلي، كانساس، من خلال آليتين وراثيتين – الانجراف الوراثي والتحول المضاد للجينات – في الفيروسات في الدواجن والخنازير التي تربى فيها المنحدر للاستهلاك المحلي. على الرغم من أن البيانات الأولية من إعادة بناء مؤخرا من الفيروس تشير إلى أنه قفز مباشرة من الطيور إلى البشر، دون السفر من خلال الخنازير، وقد تم هذا منذ ذلك الحين في شك. جادل أحد الباحثين الذي نُشر في عام 2004 بأن المرض تم العثور عليه في مقاطعة هاسكل، كانساس، في وقت مبكر من يناير 1918. وقد شوهد فيروس مماثل وأكثر فتكا في وقت سابق في المعسكرات البريطانية في فرنسا وفي ألدرشوت.
وكانت أعمال التحقيق السابقة التي نشرها في عام 2000 فريق بقيادة عالم الفيروسات البريطانى جون اوفورد من مستشفى سانت بارثولوميو ومستشفى لندن الملكى قد اشارت إلى ان معسكرا رئيسيا لتنظيم القوات البريطانية في اتابلز بفرنسا كان في مركز وباء الإنفلونزا عام 1918 أو على الاقل فيروس اولابى كبير له. كانت هناك عدوى تنفسية غامضة في القاعدة العسكرية خلال شتاء 1915-1916.

## اكتشاف الجينوم الفيروسي

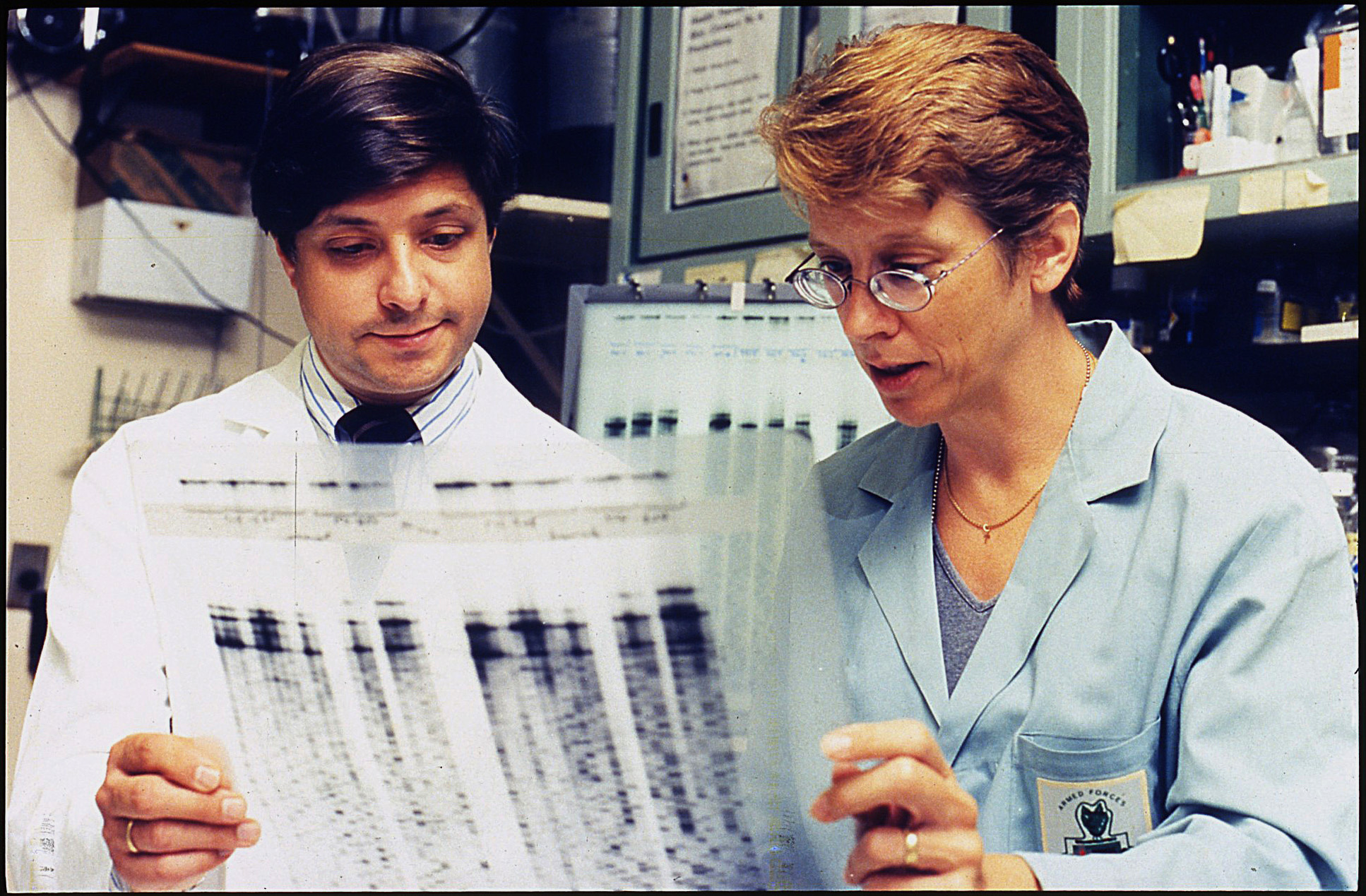
الدكتور جيفري تاوبينبرغر والدكتورة آن ريد مراجعة تسلسل وراثي من فيروس الانفلونزا الاسبانية عام 1918.

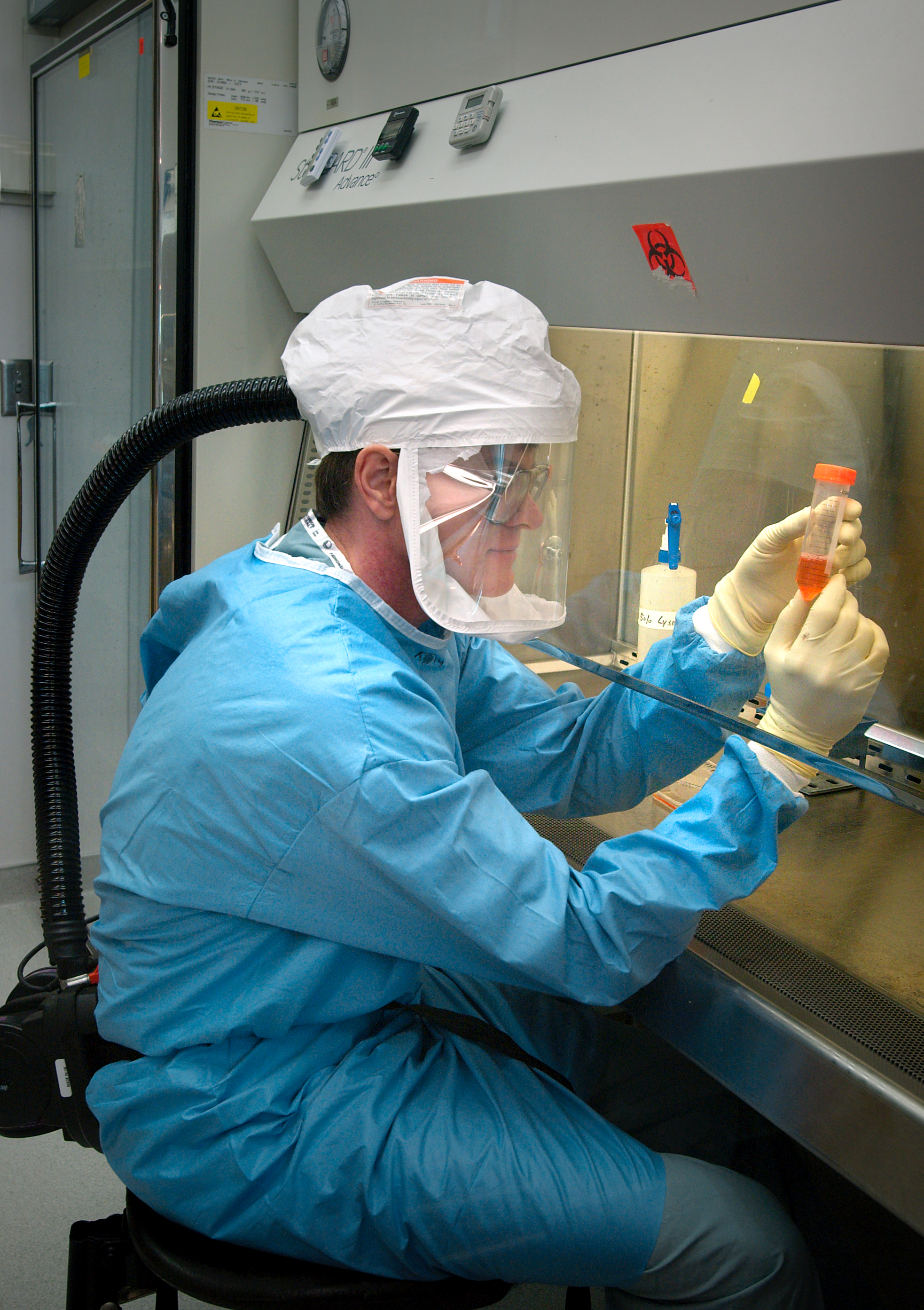
مراكز السيطرة على الأمراض والوقاية منها كما الدكتور تيرينس تومبي يدرس نسخة أعيد بناؤها من انفلونزا 1918.

في فبراير 1997، استعاد يوهان هولتين عينات من الأنفلونزا عام 1918 من جثة متجمدة لامرأة من سكان ألاسكا الأصليين دفنت لما يقرب من ثمانية عقود في الصقيع الدائم بالقرب من بعثة بريفيج، ألاسكا. أحضر العينات إلى فريق [أين؟] بقيادة جيفري تاوبينبرغر من معهد القوات المسلحة الأمريكية لعلم الأمراض (AFIP). فقدت بعثة بريفيج ما يقرب من 85٪ من سكانها بسبب إنفلونزا 1918 في نوفمبر 1918. وتحتوي إحدى العينات الأربع التي تم استردادها على مواد جينية قابلة للتطبيق من الفيروس. وأتاحت هذه العينة للعلماء فرصة مباشرة لدراسة الفيروس، الذي لم يكن معطلاً بثيوسيات غوانيدينيوم قبل نقله. سمحت هذه العينة وغيرها التي تم العثور عليها في أرشيف AFIP للباحثين بتحليل الهياكل الجينية الحرجة لفيروس عام 1918 بشكل كامل.
وقال تاوبينبرغر، رئيس قسم الأمراض الجزيئية في AFIP والمحقق الرئيسي في المشروع: "لقد حددنا الآن ثلاث حالات: قضية بعثة بريفيغ وحالتين أرشيفيتين تمثلان المصادر الوحيدة المعروفة للمواد الوراثية لفيروس الأنفلونزا لعام 1918.
وقد أخذت عينات التشريح المؤرشفة من الجنديين روسكو فوغان وجيمس داونز من الجيش العالمي للطبيعة.
وذكرت طبعة 6 شباط/فبراير 2004 من مجلة ساينس أن فريقين بحثيين، أحدهما بقيادة السير جون سكيهل، مدير المعهد الوطني للبحوث الطبية في لندن، والآخر للبروفيسور إيان ويلسون من معهد سكريبس للأبحاث في سان دييغو، تمكنا من تجميع بروتين الهيماغلوتينين المسؤول عن تفشي إنفلونزا عام 1918. فعلوا ذلك عن طريق تجميع الحمض النووي من عينة الرئة من امرأة الإنويت مدفونة في تندرا ألاسكا وعدد من العينات المحفوظة من الجنود الأمريكيين في الحرب العالمية الأولى. وقد حللت الفرق هيكل الجين واكتشفت كيف سمحت له التعديلات الدقيقة على شكل جزيء البروتين بالانتقال من الطيور إلى البشر الذين يعانون من مثل هذه الآثار المدمرة.
في 5 أكتوبر 2005، أعلن تومبي وباحثون آخرون في مراكز مكافحة الأمراض والوقاية منها (CDC) في أتلانتا، جورجيا، وكلية ماونت سيناي للطب في نيويورك، أن التسلسل الوراثي (~ 13 كيلوبت في الثانية) لسلالة الإنفلونزا عام 1918، وهو نوع فرعي من سلالة الطيور H1N1، قد أعيد بناؤه باستخدام عينات الأنسجة التاريخية وجزء صغير من الحمض النووي الريبي من سلالة حديثة.

## خصائص الفيروس
فيروسات الأنفلونزا لديها معدل طفرة عالية نسبيا ً التي هي سمة من فيروسات الحمض النووي الريبي. وقد تحول فيروس H5N1 إلى مجموعة متنوعة من الأنواع مع ملامح مختلفة المسببة للأمراض; بعض المسببة للأمراض لنوع واحد ولكن ليس غيرها، وبعض الإمراض لأنواع متعددة. إن قدرة سلالات الأنفلونزا المختلفة على إظهار انتقائية الأنواع ترجع إلى حد كبير إلى الاختلاف في جينات الهيماغلوتينين. الطفرات الوراثية في جين hemagglutinin التي تسبب بدائل الأحماض الأمينية واحد يمكن أن تغير بشكل كبير قدرة بروتينات هيماغغلوتينين الفيروسية لربط المستقبلات على سطح الخلايا المضيفة. ويمكن لهذه الطفرات في فيروسات الطيور H5N1 أن تغير سلالات الفيروسات من عدم كفاءة في إصابة الخلايا البشرية إلى كونها فعالة في التسبب في العدوى البشرية مثل أنواع فيروسات الأنفلونزا البشرية الأكثر شيوعاً.
وفي يوليو من عام 2004، ابلغ باحثون بقيادة ه. دنغ من معهد هاربين للابحاث البيطرية في هاربين بالصين وروبرت وبستر من مستشفى سانت جود لابحاث الأطفال في ممفيس بولاية تينيسى بنتائج تجارب تعرضت فيها الفئران ل21 حالة عزل لسلالات اتش 5 ان 1 المؤكدة التي تم الحصول عليها من البط في الصين خلال الفترة من عام 1999 إلى عام 2002 . ووجدوا «نمطا زمنيا واضحا للإمراض المتزايد تدريجيا». النتائج التي ذكرتها ويبستر في يوليو 2005 تكشف عن مزيد من التقدم نحو الإمراضية في الفئران وأطول ذرف الفيروسات من قبل البط.
في ديسمبر 2008، أظهرت الأبحاث التي أجراها يوشيهيرو كاواوكا من جامعة ويسكونسن وجود الجينات الثلاثة المحددة (تسمى PA و PB1 و PB2) وكان بروتين النيوكليوبروتين المشتق من عينات إنفلونزا H1N1 1918 كافية لإثارة أعراض مماثلة في اختبار الحيوانات.

## بحث التسبب في المرض الفيروسي
وقد أشارت الأبحاث التي أجريت مؤخراً على Taubenberger et al. إلى أن فيروس عام 1918، مثل فيروس H5N1، يمكن أن يكون قد نشأ مباشرة من فيروس أنفلونزا الطيور. ومع ذلك، أشار باحثون في جامعة فرجينيا والجامعة الوطنية الأسترالية إلى أنه قد يكون هناك تفسير بديل للبيانات المستخدمة في ورقة Taubenberger et al. ورد تاوبينبرغر وآخرون على هذه الرسائل ودافعوا عن تفسيرهم الأصلي.
توصلت أبحاث أخرى أجراها تومبي وزملاؤه الذين أعادوا بناء فيروس H1N1 لعام 1918 إلى استنتاج مفاده أن جينات البوليميراز وجينات HA و NA هي التي تسببت في الفوعة الشديدة لهذا الفيروس. وفي 18 كانون الثاني/يناير 2007، أفاد كوباسا وآخرون بأن القرود المصابة (ماكاكا فاسكيفيس) ظهرت عليها أعراض كلاسيكية لوباء عام 1918 وتوفيت من عاصفة سيتوكين.
تختلف تسلسلات بروتينات البوليميراز (PA و PB1 و PB2) لفيروس عام 1918 والفيروسات البشرية اللاحقة من خلال 10 أحماض أمينية فقط من فيروسات أنفلونزا الطيور. وقد تم بالفعل تحديد الفيروسات التي تحتوي على 7 من الأحماض الأمينية العشرة في مواقع الأنفلونزا البشرية في H5N1 المتداولة حالياً. وقد دفع ذلك بعض الباحثين إلى القول بأن طفرات أخرى قد تطفو على السطح وتجعل فيروس H5N1 قادراً على الانتقال من إنسان إلى آخر.
عامل مهم آخر هو تغيير بروتين HA إلى تفضيل ملزم لحمض السياليك ألفا-2,6 (الشكل الرئيسي الموجود في الجهاز التنفسي البشري). في فيروس الطيور يرتبط بروتين HA بشكل تفضيلي بحمض السياليك ألفا-2,3، وهو الشكل الرئيسي في المسالك المعوية للإنفلونزا. وقد ثبت أن تغيير واحد فقط الأحماض الأمينية يمكن أن يؤدي إلى تغيير هذا تفضيل ملزمة. وإجمالاً، قد تحتاج حفنة فقط من الطفرات إلى أن تحدث لكي تصبح إنفلونزا الطيور H5N1 فيروساً جائحاً مثل فيروس عام 1918. ومع ذلك، من المهم ملاحظة أن احتمال حدوث طفرة لا يشير إلى احتمال تطور مثل هذه السلالة، لأن بعض الطفرات الضرورية قد تكون مقيدة بتثبيت الاختيار.

## بلازما الدم كعلاج فعال
وفي حالة حدوث جائحة أخرى، اقترح باحثون عسكريون أمريكيون إعادة استخدام علاج من الوباء القاتل في عام 1918 من أجل الحد من آثار الإنفلونزا: فقد حقن بعض الأطباء العسكريين مرضى مصابين بدماء أو بلازما دم شديدة من أشخاص تعافوا من الإنفلونزا. وتشير البيانات التي جُمعت خلال تلك الفترة إلى أن علاج حقن الدم خفض معدلات الوفيات بنسبة تصل إلى 50 في المائة.
وقد بدأ باحثو البحرية اختبارا لمعرفة ما إذا كان علاج عام 1918 سيعمل ضد انفلونزا الطيور الاسيوية القاتلة. ولم تكن النتائج حتى الآن حاسمة. [الاستشهاد مطلوب] قد تكون البلازما البشرية H5N1 علاجًا فعالًا وفي الوقت المناسب ومتاحًا على نطاق واسع لوباء الإنفلونزا التالي. [الاستشهاد مطلوب] ومن شأن إجراء دراسة دولية جديدة باستخدام أساليب حديثة لجمع البيانات أن يكون عملية صعبة وبطيئة. وبالإشارة إلى الانتظار الذي دام شهوراً للحصول على لقاح للوباء التالي، يرى العديد من خبراء الإنفلونزا أن طريقة عام 1918 هي شيء يجب مراعاته.
في وباء الإنفلونزا في جميع أنحاء العالم عام 1918، «حاول الأطباء كل ما يعرفونه، كل ما سمعوه من أي وقت مضى، من الفن القديم للمرضى النازفين، إلى إعطاء الأكسجين، إلى تطوير لقاحات وسيرا جديدة (بشكل رئيسي ضد ما نسميه الآن إنفلونزا الهيموفيلوس - وهو اسم مستمد من حقيقة أنه كان يعتبر في الأصل العامل المسبب - والعديد من أنواع الرئة). وأظهر تدبير علاجي واحد فقط أي تلميح للنجاح: نقل الدم من المرضى الذين تم شفائهم إلى ضحايا جدد».